# Jean-Luc Vandenbroucke
Jean-Luc Vandenbroucke (ur. 31 maja 1955 w Mouscron) – belgijski kolarz torowy i szosowy, dwukrotny medalista torowych mistrzostw świata.

## Kariera
Pierwszy sukces w karierze Jean-Luc Vandenbroucke osiągnął w 1973 roku, kiedy zajął drugie miejsce w klasyfikacji generalnej francuskiego wyścigu szosowego Grand Prix des Nations. W 1974 roku został mistrzem kraju w szosowym wyścigu ze startu wspólnego oraz w omnium. Na rozgrywanych cztery lata później torowych mistrzostwach świata w Monachium Vandenbroucke zdobył brązowy medal w indywidualnym wyścigu na dochodzenie zawodowców. W zawodach tych wyprzedzili go jedynie Gregor Braun z RFN i Roy Schuiten z Holandii. Wynik ten Belg powtórzył na mistrzostwach świata w Barcelonie w 1984 roku, tym razem ulegając tylko Duńczykowi Hansowi-Henrikowi Ørstedowi i Brytyjczykowi Anthony'emu Doyle'owi. Startował również w wyścigach szosowych, wygrywając między innymi: Grand Prix de Fourmies w latach 1976, 1977 i 1979, Chrono des Nations w 1980 roku, Cztery Dni Dunkierki w 1980 i 1985 roku oraz Paryż-Tours w 1982 roku. Wielokrotnie startował w Tour de France, najlepszy wynik osiągając w 1983 roku, kiedy w klasyfikacji generalnej zajął 25. pozycję. Nigdy nie brał udziału w igrzyskach olimpijskich.